# 朱永田
朱永田（1964年10月22日—），男，中国天文仪器与技术专家，现任中国科学院国家天文台南京天文光学技术研究所所长，研究员、博士生导师。